# Riksettan

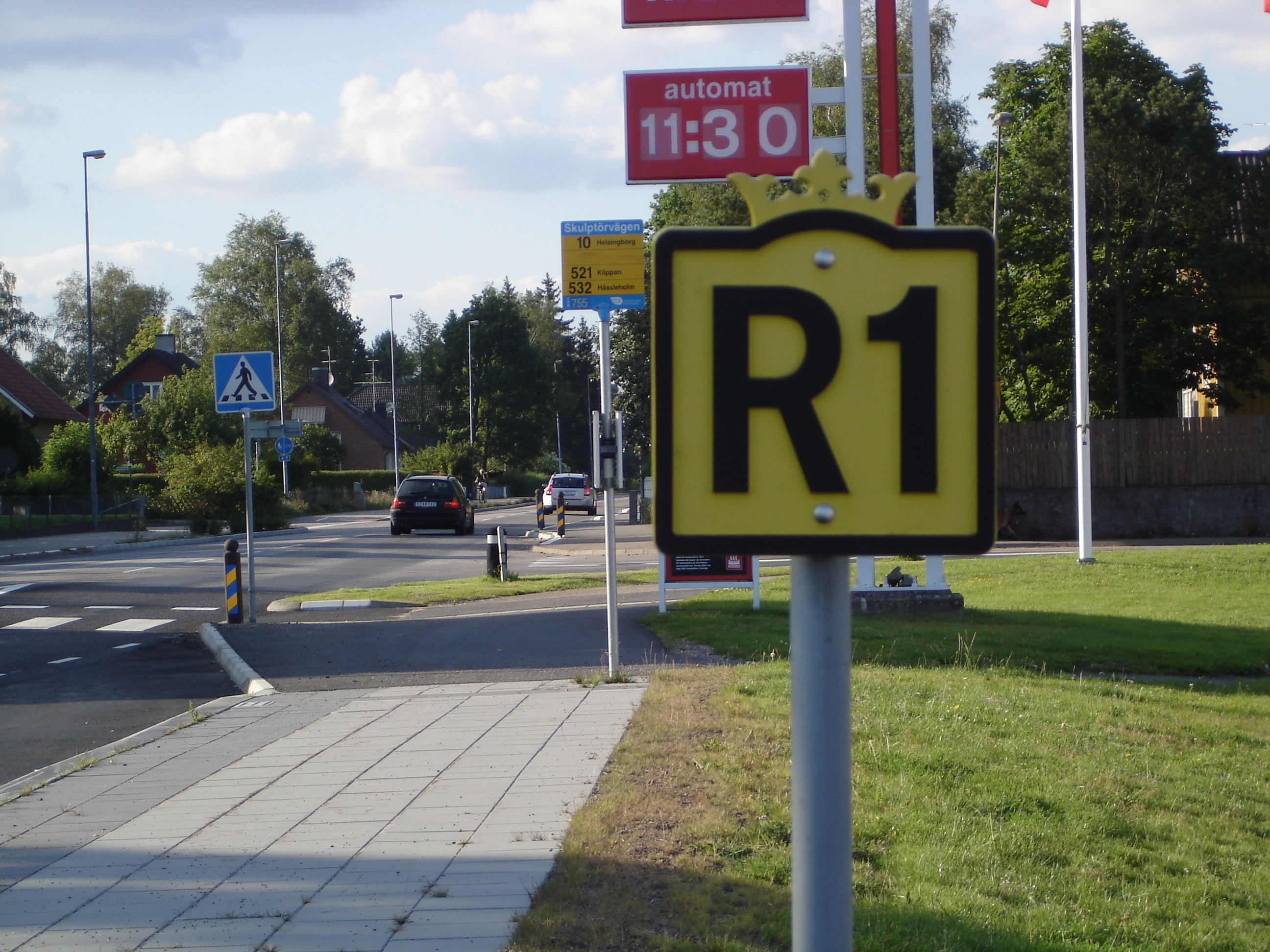
Hinweisschild auf die Riksettan in Markaryd

Die Riksettan (eigentlich Riksväg 1, wörtlich ‚Die Reichseins‘) war von 1945 bis 1962 eine wichtige Straßenverbindung zwischen Stockholm und Helsingborg. Sie wurde von der Europastraße E4 abgelöst.
Bereits der Riksväg 1 wurde an einigen Stellen auf Autobahnniveau ausgebaut. Nachdem die Straße zur E4 umbenannt wurde, wurden weitere Teilstrecken umgelegt und die gesamte Länge zur Autobahn ausgebaut. Der ehemalige Riksväg 1 verläuft nun in Teilen parallel zur heutigen E4. Vor einigen Jahren wurde zwischen Markaryd und Vaggeryd eine touristische Route eröffnet, die den Namen Riksettan erhielt. Sie soll eine Alternative zur Autobahn darstellen.